# Буркина-Фасо на Паралимпийских играх
Буркина-Фасо на Паралимпийских играх впервые приняли участие в 1992 году на летних Играх в Барселоне (не участвовали в Играх 2004 года). На зимних Играх делегация Буркина-Фасо участия пока не принимали. Медалей на Играх спортсмены Буркина-Фасо пока не завоевали.